# Mellor (Wielki Manchester)
Mellor – wieś w Anglii, w hrabstwie ceremonialnym Wielki Manchester, w dystrykcie metropolitalnym Stockport. Leży 16 km na południowy wschód od centrum miasta Manchester. Miejscowość liczy 2394 mieszkańców.